# Chorthippus yanmenguanensis
Chorthippus yanmenguanensis är en insektsart som beskrevs av Zheng, Z. och F-m. Shi. Chorthippus yanmenguanensis ingår i släktet Chorthippus och familjen gräshoppor. Inga underarter finns listade i Catalogue of Life.